# レイヤー・ケーキ
『レイヤー・ケーキ』（Layer Cake）は、J・J・コノリーの小説。及びそれを原作とした2004年のイギリスの犯罪映画。

## あらすじ
名もなき麻薬ディーラーのXXXX。彼はこの世界から足を洗おうとしていた。そんな彼に託された、「地方ギャングとのMDMAの取引」「組織のボスと懇意な大物マフィアの娘の捜索」という訳ありの2つの仕事。計画通りにことを進めようとしたXXXXだったが、マフィアの娘の捜索は途中で頓挫し、MDMAの取引もその出所が凶暴な犯罪組織（原作ではネオナチ、映画ではボスニア紛争の指名手配中の戦犯）からの盗品であることが判明し、XXXXとその仲間は彼らから送り込まれた殺し屋から狙われることになるが、その中でXXXXは組織のボスの重大な秘密を知ってしまう。

## 映画
ガイ・リッチー作品のプロデュースを手掛けていたマシュー・ヴォーンの監督初作品。
企画当初はガイ・リッチーが監督する予定であったが、同氏が降板したため急遽マシュー・ヴォーンが監督することとなった。以後、マシュー・ヴォーンはガイ・リッチーと仕事をしていない。

### キャスト
| 役名                 | 俳優                           | 日本語吹替                                                          |
| -------------------- | ------------------------------ | ------------------------------------------------------------------- |
| XXXX                 | ダニエル・クレイグ             | 小杉十郎太                                                          |
| ジーン               | コルム・ミーニイ               | 辻親八                                                              |
| ジミー・プライス     | ケネス・クラナム               | 浦山迅                                                              |
| モーティ             | ジョージ・ハリス               | 手塚秀彰                                                            |
| デューク             | ジェイミー・フォアマン         | 斎藤志郎                                                            |
| タミー               | シエナ・ミラー                 | 川庄美雪                                                            |
| エディ・テンプル     | マイケル・ガンボン             | 稲垣隆史                                                            |
| スラヴォ             | マーセル・ユーレス             | 加藤亮夫                                                            |
| クラーキー           | トム・ハーディ                 |                                                                     |
| テリー               | テイマー・ハッサン             | 志村知幸                                                            |
| シドニー             | ベン・ウィショー               |                                                                     |
| ガザ                 | バーン・ゴーマン               | 安齋龍太                                                            |
| サシャ               | サリー・ホーキンス             | 東條加那子                                                          |
| チャーリー           | ナタリー・ルンギ               |                                                                     |
| ポール               | フランシス・マギー             |                                                                     |
| クレイジー・ラリー   | ジェイソン・フレミング         |                                                                     |
| コーディ             | デクスター・フレッチャー       | 駒谷昌男                                                            |
| ティップトーズ       | スティーヴ・ジョン・シェパード |                                                                     |
| シャンクス           | スティーヴン・ウォルターズ     | 村治学                                                              |
| キンキー             | マーヴィン・ベノワ             |                                                                     |
| ラッキー             | ポール・オーチャード           |                                                                     |
| トレバー             | ルイス・エメリック             | 天田益男                                                            |
| ドラガン             | ドラガン・ミカノヴィッチ       |                                                                     |
| その他               | N/A                            | 最上嗣生 金子由之 山口登 伴藤武 近藤広務 星野貴紀 小松史法 中島絵美 |
| 日本語版制作スタッフ |                                |                                                                     |
| 演出                 | 演出                           | 三好慶一郎                                                          |
| 字幕・吹替翻訳       | 字幕・吹替翻訳                 | 松崎広幸                                                            |
| 字幕監修             | 字幕監修                       | ピーター・バラカン                                                  |
| 制作                 | 制作                           | 東北新社                                                            |

### 評価
レビュー・アグリゲーターのRotten Tomatoesでは142件のレビューで支持率は80%、平均点は7.00/10となった。Metacriticでは30件のレビューを基に加重平均値が73/100となった。